# Aedes aureus
Aedes aureus är en tvåvingeart som beskrevs av Gutsevich 1955. Aedes aureus ingår i släktet Aedes och familjen stickmyggor. Inga underarter finns listade i Catalogue of Life.